# Jacques Charon
Jacques Charon (París, 27 de febrero de 1920- París, 15 de octubre de 1975) fue un actor y director teatral, cinematográfico y televisivo de nacionalidad francesa.

## Biografía
Nacido en París, Charon estudió en el Conservatoire National Supérieur D'art Dramatique (CNSAD), debutando en la Comédie-Française en 1941. Ligado toda su vida a esa institución, hizo más de 150 papeles, tanto de repertorio clásico como moderno.
Charon dirigió en 1968 el largometraje La Puce à l'oreille, y en 1973 el telefilm Monsieur Pompadour. 
Además, fue Spalanzani en la grabación completa de Los cuentos de Hoffmann (Decca Records, 1971).
Jacques Charon falleció en París en 1975, a causa de un ataque cardiaco. Fue enterrado en el Cementerio de Montmartre, en París.

## Selección de su filmografía
- Le Dindon (1951)
- Les Intrigantes (1954)